# 風疹
风疹，又稱德国麻疹（英語：German measles）、三日麻疹（英語：three-day measles），是一種由風疹病毒感染所造成的疾病。本病的症狀輕微，半數患病者通常不會有自覺患病，患者在感染兩週後開始起皮疹，約維持三天；皮疹往往從臉上開始，蔓延至身體其他部位。皮疹不像麻疹有明顯症狀，而且有時會癢；通常會伴隨淋巴結腫大現象，並且持續數週，發燒、喉嚨痛及疲勞也是症狀之一，成年患者也常見關節疼痛。併發症包含出血問題，睪丸腫脹以及神經發炎。懷孕初期患病可能導致嬰兒染有先天性风疹综合征或流產。先天性風疹症候群的症狀包含眼疾如白內障、聽覺障礙、心臟問題與腦部問題；但風疹對懷孕20週後的孕婦患者影響較小。
风疹通常經由患者咳嗽時的空氣傳播，患者在出現皮疹前後一周內有感染能力。先天性風疹症候群患兒可超过一年时间中傳播風疹病毒。本病僅感染人類，不經昆蟲傳播。患者復原後對未來感染免疫。對本病的免疫力可由試驗檢出。本病由在血液、喉嚨、尿液中檢出病毒確診。檢驗血液中抗體亦對診斷有所幫助。
风疹可通過风疹疫苗預防，一劑成效超過95%。疫苗通常會與麻疹疫苗、腮腺炎疫苗合併为三聯疫苗（MMR）。當接種人口少於80%時，可能有更多女性到達生育年齡時仍未通過接種或感染獲得免疫力，進而有提高先天性风疹综合征發病率的可能。 本病在感染後無針對性治療方法。
风疹在全世界許多地區属于常见感染疾病。每年有大約十萬個先天性風疹症候群病例。疫苗接種在许多地区降低了本病发病率。现有在全球范围内根除本病的工作。英文的「rubella」這個名稱來自於拉丁文，其意思是「小小的紅色」。風疹於1814年，由德國醫師首次當作一個獨立的疾病提出，也因此被稱為德國麻疹。

## 病徵
患病兒童會全身出疹及耳後淋巴結脹大，患病的成年人則會先出現頭痛、疲倦、輕微咳嗽和輕微發燒達1至5日，然後像患病兒童一樣皮膚出疹。出疹的情況會維持3至5日，但有些病者可能沒有這個病徵。

## 傳播途徑及潛伏期
風疹傳染性極高，風疹可透過接觸病人的鼻喉分泌物或飛沫而傳播，而潛伏期由14至26日不等。

## 外部連結
- 微生物免疫學-Togaviridae(披膜病毒科) （页面存档备份，存于）
- 衞生防護中心 （页面存档备份，存于）